# سیارک ۳۶۱۵
سیارک ۳۶۱۵ (به انگلیسی: 3615 Safronov، نامگذاری:1983WZ) سه هزار و ششصد و پانزدهمین سیارک کشف شده‌است که در ۲۹ نوامبر ۱۹۸۳ کشف شد.
قدر مطلق سیارک برابر ۱۱٫۲۰ است.